# Aaron Appindangoyé
Aaron Christopher Billy Ondélé Appindangoyé (Franceville, 20 febbraio 1992) è un calciatore gabonese, difensore del Kocaelispor e della nazionale gabonese.

## Caratteristiche tecniche
Gioca come difensore centrale.

## Carriera

### Club
Cresciuto in squadre del paese natio, il 1º febbraio 2015 è stato acquistato in prestito dal Boavista.
Ha poi giocato in Francia, prima di trasferirsi in Turchia al Sivasspor.

### Nazionale
Ha esordito nel 2012 con la nazionale gabonese ed è stato convocato per la Coppa d'Africa 2015 e per quella Coppa d'Africa 2017.

## Statistiche

### Cronologia presenze e reti in nazionale
| Cronologia completa delle presenze e delle reti in nazionale ― Gabon | Cronologia completa delle presenze e delle reti in nazionale ― Gabon | Cronologia completa delle presenze e delle reti in nazionale ― Gabon | Cronologia completa delle presenze e delle reti in nazionale ― Gabon | Cronologia completa delle presenze e delle reti in nazionale ― Gabon | Cronologia completa delle presenze e delle reti in nazionale ― Gabon | Cronologia completa delle presenze e delle reti in nazionale ― Gabon | Cronologia completa delle presenze e delle reti in nazionale ― Gabon |
| Data                                                                 | Città                                                                | In casa                                                              | Risultato                                                            | Ospiti                                                               | Competizione                                                         | Reti                                                                 | Note                                                                 |
| -------------------------------------------------------------------- | -------------------------------------------------------------------- | -------------------------------------------------------------------- | -------------------------------------------------------------------- | -------------------------------------------------------------------- | -------------------------------------------------------------------- | -------------------------------------------------------------------- | -------------------------------------------------------------------- |
| 14-11-2012                                                           | Libreville                                                           | Gabon                                                                | 2 – 2                                                                | Portogallo                                                           | Amichevole                                                           | -                                                                    | 40’ 51’                                                              |
| 10-1-2013                                                            | Al Wakrah                                                            | Tunisia                                                              | 1 – 1                                                                | Gabon                                                                | Amichevole                                                           | -                                                                    |                                                                      |
| 15-1-2013                                                            | Saida                                                                | Libano                                                               | 0 – 0                                                                | Gabon                                                                | Amichevole                                                           | -                                                                    |                                                                      |
| 23-3-2013                                                            | Brazzaville                                                          | Rep. del Congo                                                       | 1 – 0                                                                | Gabon                                                                | Qual. Mondiali 2014                                                  | -                                                                    |                                                                      |
| 8-6-2013                                                             | Libreville                                                           | Gabon                                                                | 0 – 0                                                                | Rep. del Congo                                                       | Qual. Mondiali 2014                                                  | -                                                                    |                                                                      |
| 15-6-2013                                                            | Libreville                                                           | Gabon                                                                | 4 – 1                                                                | Niger                                                                | Qual. Mondiali 2014                                                  | -                                                                    |                                                                      |
| 28-7-2013                                                            | ?                                                                    | Camerun                                                              | 1 – 0                                                                | Gabon                                                                | Qual. CHAN 2014                                                      | -                                                                    |                                                                      |
| 10-8-2013                                                            | Libreville                                                           | Gabon                                                                | 1 – 0 (6 – 5 dtr)                                                    | Camerun                                                              | Qual. CHAN 2014                                                      | -                                                                    |                                                                      |
| 14-8-2013                                                            | Lisbona                                                              | Gabon                                                                | 1 – 1                                                                | Capo Verde                                                           | Amichevole                                                           | -                                                                    |                                                                      |
| 7-1-2014                                                             | Johannesburg                                                         | Zimbabwe                                                             | 2 – 0                                                                | Gabon                                                                | Amichevole                                                           | -                                                                    |                                                                      |
| 14-1-2014                                                            | Polokwane                                                            | Gabon                                                                | 0 – 0                                                                | Burundi                                                              | CHAN 2014 - 1º turno                                                 | -                                                                    | 55’                                                                  |
| 18-1-2014                                                            | Polokwane                                                            | Gabon                                                                | 1 – 0                                                                | RD del Congo                                                         | CHAN 2014 - 1º turno                                                 | -                                                                    |                                                                      |
| 22-1-2014                                                            | Bloemfontein                                                         | Mauritania                                                           | 2 – 4                                                                | Gabon                                                                | CHAN 2014 - 1º turno                                                 | 1                                                                    |                                                                      |
| 26-1-2014                                                            | Polokwane                                                            | Gabon                                                                | 1 – 1 (2 – 4 dtr)                                                    | Libia                                                                | CHAN 2014 - Quarti di finale                                         | -                                                                    |                                                                      |
| 5-3-2014                                                             | Marrakech                                                            | Marocco                                                              | 1 – 1                                                                | Gabon                                                                | Amichevole                                                           | -                                                                    |                                                                      |
| 12-7-2014                                                            | Kigali                                                               | Ruanda                                                               | 1 – 0                                                                | Gabon                                                                | Amichevole                                                           | -                                                                    |                                                                      |
| 27-7-2014                                                            | Marrakech                                                            | Gabon                                                                | 0 – 1                                                                | Ruanda                                                               | Amichevole                                                           | -                                                                    | 73’                                                                  |
| 9-1-2015                                                             | Dakar                                                                | Senegal                                                              | 1 – 0                                                                | Gabon                                                                | Amichevole                                                           | -                                                                    | 46’                                                                  |
| 21-1-2015                                                            | Bata                                                                 | Gabon                                                                | 0 – 1                                                                | Rep. del Congo                                                       | Coppa d'Africa 2015 - 1º turno                                       | -                                                                    |                                                                      |
| 25-1-2015                                                            | Bata                                                                 | Gabon                                                                | 0 – 2                                                                | Guinea Equatoriale                                                   | Coppa d'Africa 2015 - 1º turno                                       | -                                                                    |                                                                      |
| 25-3-2015                                                            | Bamako                                                               | Mali                                                                 | 3 – 4                                                                | Gabon                                                                | Amichevole                                                           | -                                                                    |                                                                      |
| 30-3-2015                                                            | Libreville                                                           | Gabon                                                                | 0 – 0                                                                | Bielorussia                                                          | Amichevole                                                           | -                                                                    |                                                                      |
| 6-6-2015                                                             | Niamey                                                               | Niger                                                                | 2 – 1                                                                | Gabon                                                                | Amichevole                                                           | -                                                                    |                                                                      |
| 14-6-2015                                                            | Libreville                                                           | Gabon                                                                | 0 – 0                                                                | Costa d'Avorio                                                       | Amichevole                                                           | -                                                                    | 82’                                                                  |
| 5-9-2015                                                             | Libreville                                                           | Gabon                                                                | 4 – 0                                                                | Sudan                                                                | Amichevole                                                           | -                                                                    |                                                                      |
| 9-10-2015                                                            | Tunisi                                                               | Tunisia                                                              | 3 – 3                                                                | Gabon                                                                | Amichevole                                                           | -                                                                    |                                                                      |
| 12-10-2015                                                           | Mons                                                                 | Gabon                                                                | 1 – 2                                                                | RD del Congo                                                         | Amichevole                                                           | -                                                                    |                                                                      |
| 11-11-2015                                                           | Maputo                                                               | Mozambico                                                            | 1 – 0                                                                | Gabon                                                                | Qual. Mondiali 2018                                                  | -                                                                    |                                                                      |
| 14-11-2015                                                           | Libreville                                                           | Gabon                                                                | 1 – 0 dts (5 – 3 dtr)                                                | Mozambico                                                            | Qual. Mondiali 2018                                                  | -                                                                    |                                                                      |
| 28-3-2016                                                            | Freetown                                                             | Sierra Leone                                                         | 1 – 0                                                                | Gabon                                                                | Amichevole                                                           | -                                                                    |                                                                      |
| 28-5-2016                                                            | Sant Adrià de Besòs                                                  | Mauritania                                                           | 2 – 0                                                                | Gabon                                                                | Amichevole                                                           | -                                                                    |                                                                      |
| 4-6-2016                                                             | Abidjan                                                              | Costa d'Avorio                                                       | 2 – 1                                                                | Gabon                                                                | Amichevole                                                           | -                                                                    |                                                                      |
| 8-10-2016                                                            | Franceville                                                          | Gabon                                                                | 0 – 0                                                                | Marocco                                                              | Qual. Mondiali 2018                                                  | -                                                                    |                                                                      |
| 12-11-2016                                                           | Bamako                                                               | Mali                                                                 | 0 – 0                                                                | Gabon                                                                | Qual. Mondiali 2018                                                  | -                                                                    |                                                                      |
| 15-11-2016                                                           | Tunisi                                                               | Gabon                                                                | 1 – 1                                                                | Comore                                                               | Amichevole                                                           | -                                                                    | 45’                                                                  |
| 14-1-2017                                                            | Libreville                                                           | Gabon                                                                | 1 – 1                                                                | Guinea-Bissau                                                        | Coppa d'Africa 2017 - 1º turno                                       | -                                                                    |                                                                      |
| 18-1-2017                                                            | Libreville                                                           | Gabon                                                                | 1 – 1                                                                | Burkina Faso                                                         | Coppa d'Africa 2017 - 1º turno                                       | -                                                                    |                                                                      |
| 22-1-2017                                                            | Libreville                                                           | Camerun                                                              | 0 – 0                                                                | Gabon                                                                | Coppa d'Africa 2017 - 1º turno                                       | -                                                                    |                                                                      |
| 24-3-2017                                                            | Le Havre                                                             | Guinea                                                               | 2 – 2                                                                | Gabon                                                                | Amichevole                                                           | -                                                                    |                                                                      |
| 2-9-2017                                                             | Libreville                                                           | Gabon                                                                | 0 – 3                                                                | Costa d'Avorio                                                       | Qual. Mondiali 2018                                                  | -                                                                    |                                                                      |
| 5-9-2017                                                             | Bouaké                                                               | Costa d'Avorio                                                       | 1 – 2                                                                | Gabon                                                                | Qual. Mondiali 2018                                                  | -                                                                    |                                                                      |
| 7-10-2017                                                            | Marrakech                                                            | Marocco                                                              | 3 – 0                                                                | Gabon                                                                | Qual. Mondiali 2018                                                  | -                                                                    |                                                                      |
| 10-10-2017                                                           | Salon-de-Provence                                                    | Gabon                                                                | 0 – 1                                                                | Benin                                                                | Amichevole                                                           | -                                                                    | 46’                                                                  |
| 11-11-2017                                                           | Franceville                                                          | Gabon                                                                | 0 – 0                                                                | Mali                                                                 | Qual. Mondiali 2018                                                  | -                                                                    | 40’                                                                  |
| 22-3-2018                                                            | Bangkok                                                              | Thailandia                                                           | 0 – 0                                                                | Gabon                                                                | Amichevole                                                           | -                                                                    |                                                                      |
| 25-3-2018                                                            | Bangkok                                                              | Gabon                                                                | 1 – 0                                                                | Emirati Arabi Uniti                                                  | Amichevole                                                           | -                                                                    |                                                                      |
| 8-9-2018                                                             | Libreville                                                           | Gabon                                                                | 1 – 1                                                                | Burundi                                                              | Qual. Coppa d'Africa 2019                                            | -                                                                    |                                                                      |
| 12-10-2018                                                           | Libreville                                                           | Gabon                                                                | 3 – 0                                                                | Sudan del Sud                                                        | Qual. Coppa d'Africa 2019                                            | 1                                                                    |                                                                      |
| 16-10-2018                                                           | Giuba                                                                | Sudan del Sud                                                        | 0 – 1                                                                | Gabon                                                                | Qual. Coppa d'Africa 2019                                            | -                                                                    |                                                                      |
| 17-11-2018                                                           | Libreville                                                           | Gabon                                                                | 0 – 1                                                                | Mali                                                                 | Qual. Coppa d'Africa 2019                                            | -                                                                    |                                                                      |
| 10-10-2019                                                           | Saint-Leu-la-Forêt                                                   | Burkina Faso                                                         | 0 – 1                                                                | Gabon                                                                | Amichevole                                                           | -                                                                    |                                                                      |
| 15-10-2019                                                           | Tangeri                                                              | Marocco                                                              | 2 – 3                                                                | Gabon                                                                | Amichevole                                                           | -                                                                    | 46’                                                                  |
| 14-11-2019                                                           | Kinshasa                                                             | RD del Congo                                                         | 0 – 0                                                                | Gabon                                                                | Qual. Coppa d'Africa 2021                                            | -                                                                    |                                                                      |
| 17-11-2019                                                           | Libreville                                                           | Gabon                                                                | 2 – 1                                                                | Angola                                                               | Qual. Coppa d'Africa 2021                                            | -                                                                    |                                                                      |
| 4-6-2022                                                             | Kinshasa                                                             | RD del Congo                                                         | 0 – 1                                                                | Gabon                                                                | Qual. Coppa d'Africa 2023                                            | -                                                                    |                                                                      |
| 8-6-2022                                                             | Franceville                                                          | Gabon                                                                | 0 – 0                                                                | Mauritania                                                           | Qual. Coppa d'Africa 2023                                            | -                                                                    |                                                                      |
| 20-11-2022                                                           | Adalia                                                               | Gabon                                                                | 3 – 1                                                                | Niger                                                                | Amichevole                                                           | -                                                                    | 55’                                                                  |
| 23-3-2023                                                            | Franceville                                                          | Gabon                                                                | 1 – 0                                                                | Sudan                                                                | Qual. Coppa d'Africa 2023                                            | -                                                                    |                                                                      |
| 27-3-2023                                                            | Omdurman                                                             | Sudan                                                                | 1 – 0                                                                | Gabon                                                                | Qual. Coppa d'Africa 2023                                            | -                                                                    |                                                                      |
| 18-6-2023                                                            | Libreville                                                           | Gabon                                                                | 0 – 2                                                                | RD del Congo                                                         | Qual. Coppa d'Africa 2023                                            | -                                                                    |                                                                      |
| 9-9-2023                                                             | Nouakchott                                                           | Mauritania                                                           | 2 – 1                                                                | Gabon                                                                | Qual. Coppa d'Africa 2023                                            | -                                                                    |                                                                      |
| 16-11-2023                                                           | Franceville                                                          | Gabon                                                                | 2 – 1                                                                | Kenya                                                                | Qual. Mondiali 2026                                                  | -                                                                    |                                                                      |
| 22-3-2024                                                            | Amiens                                                               | Senegal                                                              | 3 – 0                                                                | Gabon                                                                | Amichevole                                                           | -                                                                    | 64’                                                                  |
| 7-6-2024                                                             | Korhogo                                                              | Costa d'Avorio                                                       | 1 – 0                                                                | Gabon                                                                | Qual. Mondiali 2026                                                  | -                                                                    | 67’                                                                  |
| 6-9-2024                                                             | Agadir                                                               | Marocco                                                              | 4 – 1                                                                | Gabon                                                                | Qual. Coppa d'Africa 2025                                            | -                                                                    | 66’                                                                  |
| 10-9-2024                                                            | Franceville                                                          | Gabon                                                                | 2 – 0                                                                | Rep. Centrafricana                                                   | Qual. Coppa d'Africa 2025                                            | -                                                                    |                                                                      |
| 11-10-2024                                                           | Franceville                                                          | Gabon                                                                | 0 – 0                                                                | Lesotho                                                              | Qual. Coppa d'Africa 2025                                            | -                                                                    |                                                                      |
| 15-10-2024                                                           | Durban                                                               | Lesotho                                                              | 0 – 2                                                                | Gabon                                                                | Qual. Coppa d'Africa 2025                                            | -                                                                    |                                                                      |
| 15-11-2024                                                           | Franceville                                                          | Gabon                                                                | 1 – 5                                                                | Marocco                                                              | Qual. Coppa d'Africa 2025                                            | -                                                                    | 69’                                                                  |
| 23-3-2025                                                            | Nairobi                                                              | Kenya                                                                | 1 – 2                                                                | Gabon                                                                | Qual. Mondiali 2026                                                  | -                                                                    | 46’                                                                  |
| Totale                                                               |                                                                      | Presenze                                                             | 71                                                                   |                                                                      | Reti                                                                 | 2                                                                    |                                                                      |

## Palmarès

### Club

#### Competizioni nazionali
- TFF 1. Lig: 1

Kocaelispor: 2024-2025